# فولاد هوازده
فولاد هوازده (انگلیسی: Weathering steel) دسته‌ای خاص از فولاد ساختمانی است که اغلب با نشان تجاری عام فولاد COR-TEN نامیده می‌شود و گاهی اوقات بدون خط تیره، فولاد کورتن نوشته می‌شود؛ نام COR-TEN به دو ویژگی متمایز این نوع فولاد اشاره دارد: مقاومت در برابر خوردگی و استحکام کششی. این فولاد جزء آلیاژهای فولاد است که برای رفع نیاز به رنگ‌آمیزی ساخته شده است. این دسته از آلیاژهای فولادی بعد از چندین سال قرار گرفتن در معرض آب و هوا ظاهری شبیه به زنگ پایدار به خود می‌گیرند. اکسیداسیون سطحی فولاد هوازده شش ماه طول می‌کشد، اما عملیات سطحی می‌تواند اکسیداسیون را تا یک ساعت تسریع کند.
فولاد هوازده دسته‌ای خاص از فولادهای ساختمانی با استحکام بالا و کم آلیاژ (HSLA) است که برای مقاومت در برابر خوردگی جو توسعه یافته است. این فولاد از سال ۱۹۶۰ میلادی به صورت تجاری مورد استفاده قرار گرفت.

## تاریخچه
در سال ۱۹۳۳ شرکت فولاد ایالات متحده، فولادی با مقاومت مکانیکی شگفت‌انگیز ثبت کرد. این فولاد عمدتاً برای جابه‌جایی بارهای حجیم و سنگین مانند زغال سنگ، سنگ معدن، غلات و سایر محصولات معدنی مورد استفاده قرار می‌گرفت. مدتی بعد مزیت این فولاد، یعنی خوردگی کنترلz شده، کشف شد و شرکت فولاد ایالات متحده را بر آن داشت تا نام تجاری این فولاد را به COR-TEN تغییر دهد. به دلیل چقرمگی ذاتی، این فولاد هنوز هم به‌طور گسترده برای حمل و نقل فله و ساخت ظروف ذخیره‌سازی مورد استفاده قرار می‌گیرد.
در اوایل دههٔ ۱۹۶۰ میلادی اولین ساختمان‌ها و پل‌های بزرگراهی، با استفاده از فولاد هوازده، ساخته شدند. در همین زمان مقالات زیادی در متون متالورژی و ادبیات صنعت ساختمان منتشر شد که مزایا و محدودیت‌های این فولاد جدید را توضیح می‌داد. یکی از این مقالات که توسط مدیسون نوشته شده بود هشدار می‌داد که فولاد هوازده نباید در کاربردهایی که در داخل زمین مدفون هستند استفاده شود زیرا در این کاربردها سطح فلز به‌طور دوره‌ای خشک نمی‌شود و در نتیجه پوشش محافظ زنگ تشکیل نمی‌شود.
پتانسیل فولاد هوازده در پایین آوردن هزینه‌ها و موفقیت طرح‌های ساخته شده با این فولاد باعث گسترش کاربردهای آن شد. در سال ۱۹۶۹ میلادی یک طرح فولاد هوازده برنده جایزه شد و بر روی جلد مجلهٔ مهندسی عمران قرار گرفت.

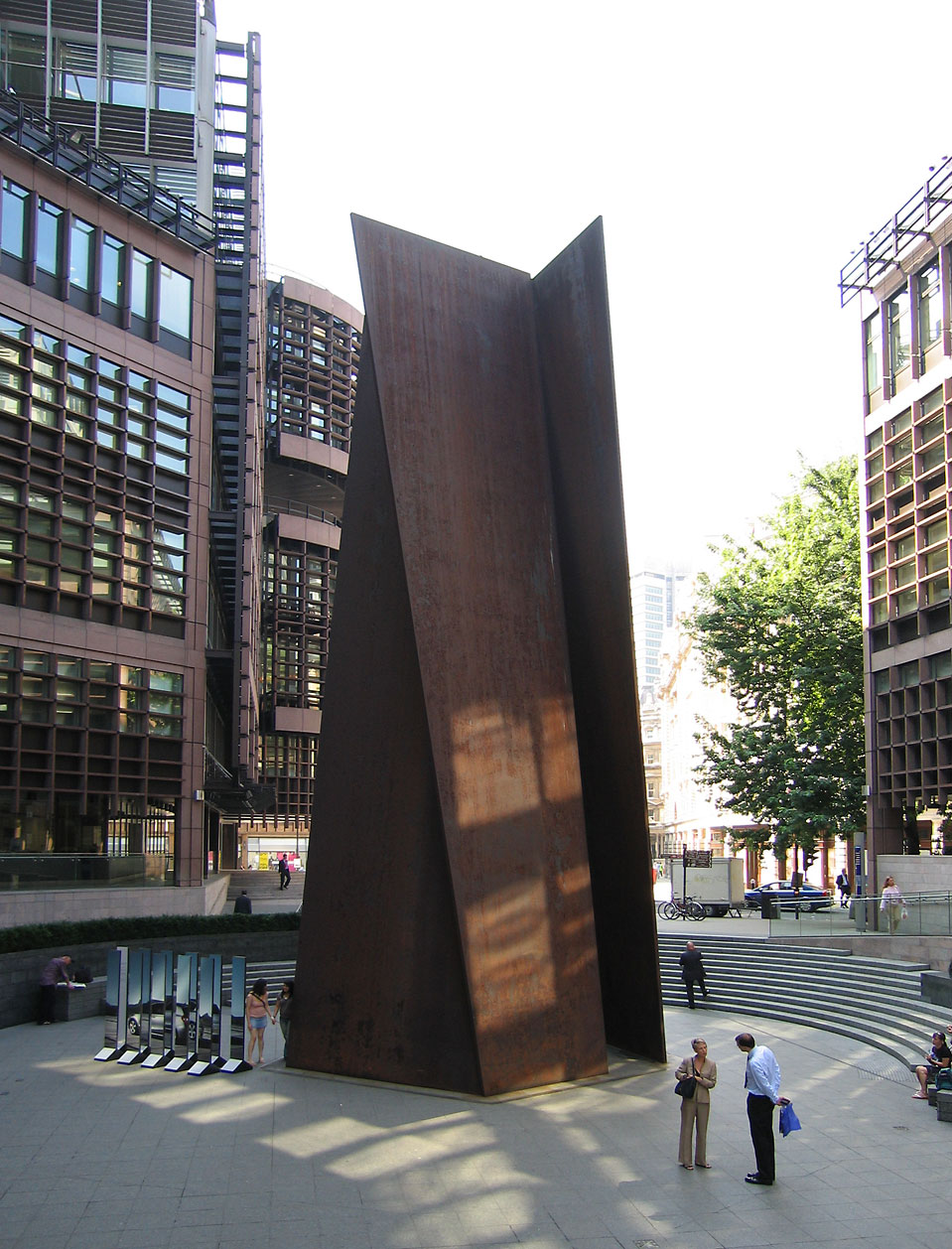
فولاد هوازده- Fulcrum (1987) توسط ریچارد سرا

## ویژگی‌های فولاد کورتن
فولاد کورتن ویژگی‌های خود را از دستکاری دقیق عناصر آلیاژی در طول فرایند تولید به‌دست می‌آورد. ترکیب شیمیایی این فولاد به آن اجازه می‌دهد تا نسبت به فولادهای دیگر مقاومت بیش‌تری در برابر خوردگی جوی نشان دهد. این مقاومت بیش‌تر به این دلیل است که فولاد کورتن تحت تأثیر آب و هوا یک لایه محافظ روی سطح خود ایجاد می‌کند. به عبارت دیگر به فولاد اجازه داده می‌شود تا زنگ بزند تا پوشش محافظ تشکیل شود؛ این پوشش محافظ به‌طور مداوم توسعه یافته و بازسازی می‌شود.
فولاد کورتن دارای عناصر آلیاژی کروم، مس، سیلیسیم و فسفر است که مقدار آن‌ها با توجه به ویژگی‌های فولاد متغیر است.

### انواع
دو نوع فولاد کورتن به‌طور گسترده تولید می‌شود که به آن‌ها Cor-Ten A و Cor-Ten B می‌گویند. تفاوت عمدهٔ این دو نوع در میزان فسفر موجود در آن‌هاست. نوع اول (Cor-Ten A) معمولاً به صورت ورق یا کلاف تولید می‌شود و در روکش‌کاری و کانال‌کشی کاربرد دارد؛ نوع دوم (Cor-Ten B) بیش‌تر به صورت صفحه، مقاطع ساختمانی و لوله تولید می‌شود.
معادل این دو فولاد کورتن در جدول زیر آورده شده است:
| EN 10025-5:2004     | نوع       |
| ------------------- | --------- |
| S355 J0WP           | COR-TEN A |
| S355 J0W & S355 J2W | COR-TEN B |

#### مقایسه ترکیب شیمیایی
| نیکل Ni | وانادیوم V | مس Cu     | کروم Cr   | گوگرد S | فسفر P    | منگنز Mn  | سیلیسیم Si | کربن C | نوع       |
| ------- | ---------- | --------- | --------- | ------- | --------- | --------- | ---------- | ------ | --------- |
| 0.65    | -          | 0.25-0.55 | 0.50-1.25 | 0.03    | 0.07-0.15 | 0.20-0.50 | 0.25-0.75  | 0.12   | COR-TEN A |
| 0.40    | 0.02-0.10  | 0.25-0.40 | 0.40-0.65 | 0.03    | 0.03      | 0.80-1.25 | 0.30-0.50  | 0.16   | COR-TEN B |

#### مقایسه خواص مکانیکی
خواص مکانیکی فولادهای کورتن برای صفحات در شرایط نورد گرم طبق استاندارد EN 10025-5 به شرح زیر می‌باشد:
| حداقل کشیدگی [%] | استحکام کششی [MPa] | حداقل تنش تسلیم [MPa] | ضخامت [mm] | نوع       |
| ---------------- | ------------------ | --------------------- | ---------- | --------- |
| ۲۰               | ۴۷۰–۶۳۰            | ۳۵۵                   | ۳ ≤        | COR-TEN A |
| ۲۰               | ۴۷۰–۶۳۰            | ۳۵۵                   | ۱۶ ≥       | COR-TEN B |

## کاربرد

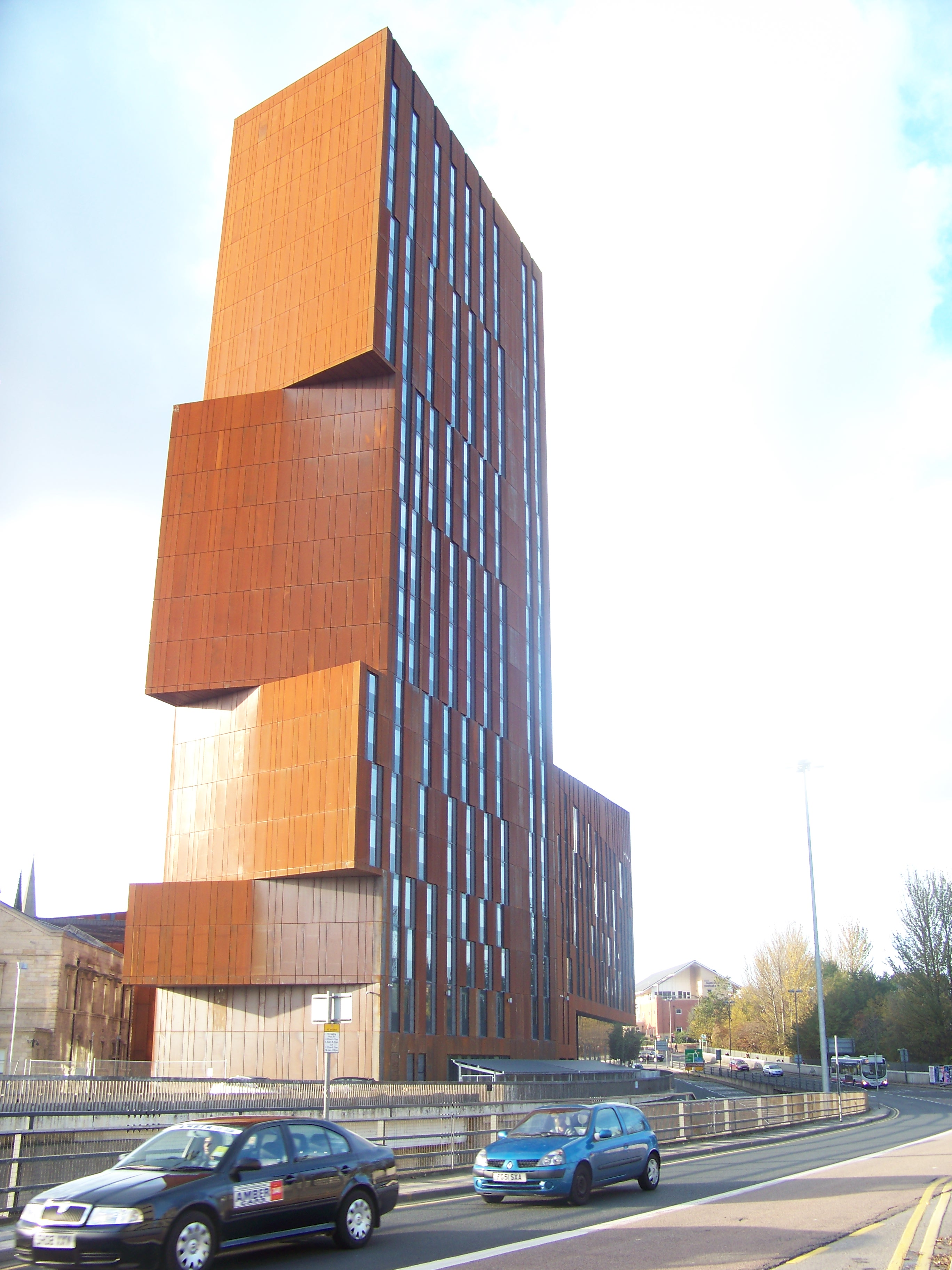
انگلستان، Broadcasting Tower

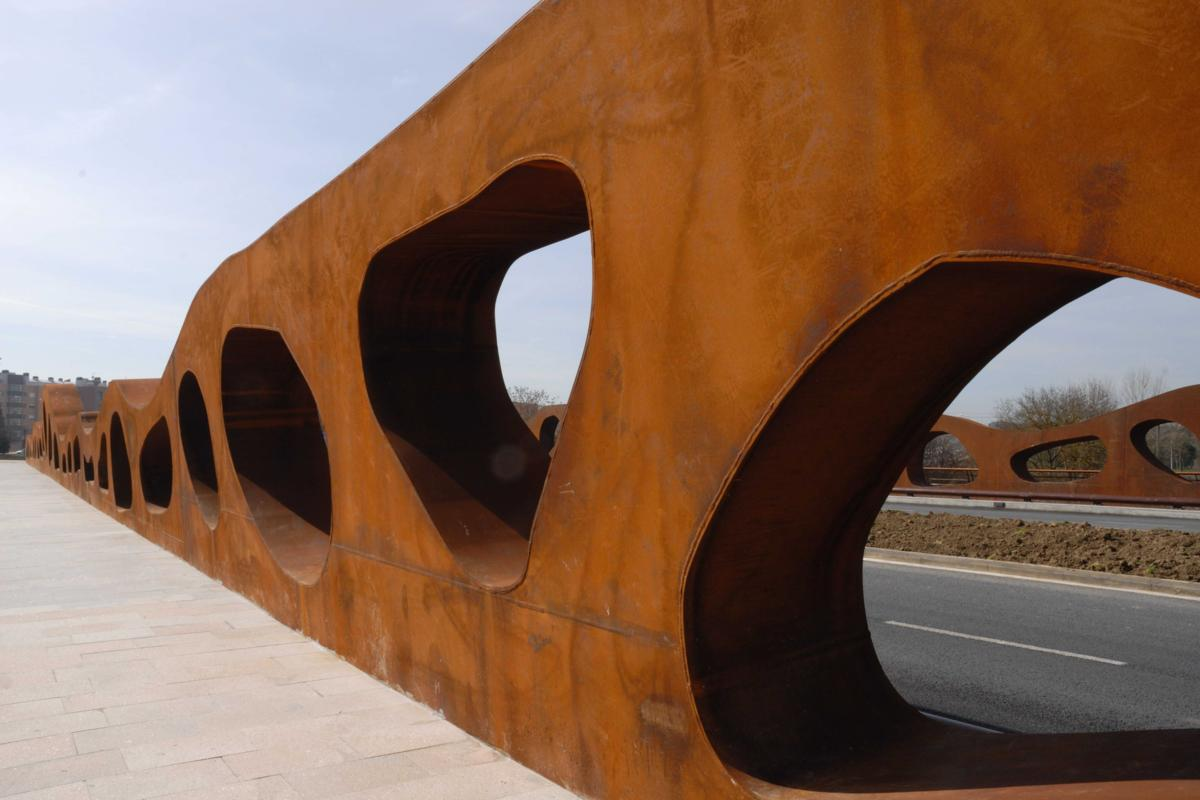
پل Abetxuko توسط J. Sobrino, اسپانیا

فولاد هوازده بیش‌تر در ساخت مجسمه‌های فضای باز کاربرد دارد؛ یکی از مثال‌های آن مجسمه بزرگ شیکاگو پیکاسو است که در میدان دادگاه مرکز دیلی، در شیکاگو قرار دارد. از دیگر کاربردهای آن می‌توان به پل‌ها و دیگر کاربردهای ساختمانی مانند پل New River Gorge، دهانهٔ دوم پل Newburgh-Beacon و مرکز هنرهای معاصر استرالیا (ACCA) اشاره کرد. به‌علاوه فولاد کورتن به‌طور گسترده‌ای در حمل و نقل دریایی و در ساخت کانتینرهای بین وجهی استفاده می‌شود.

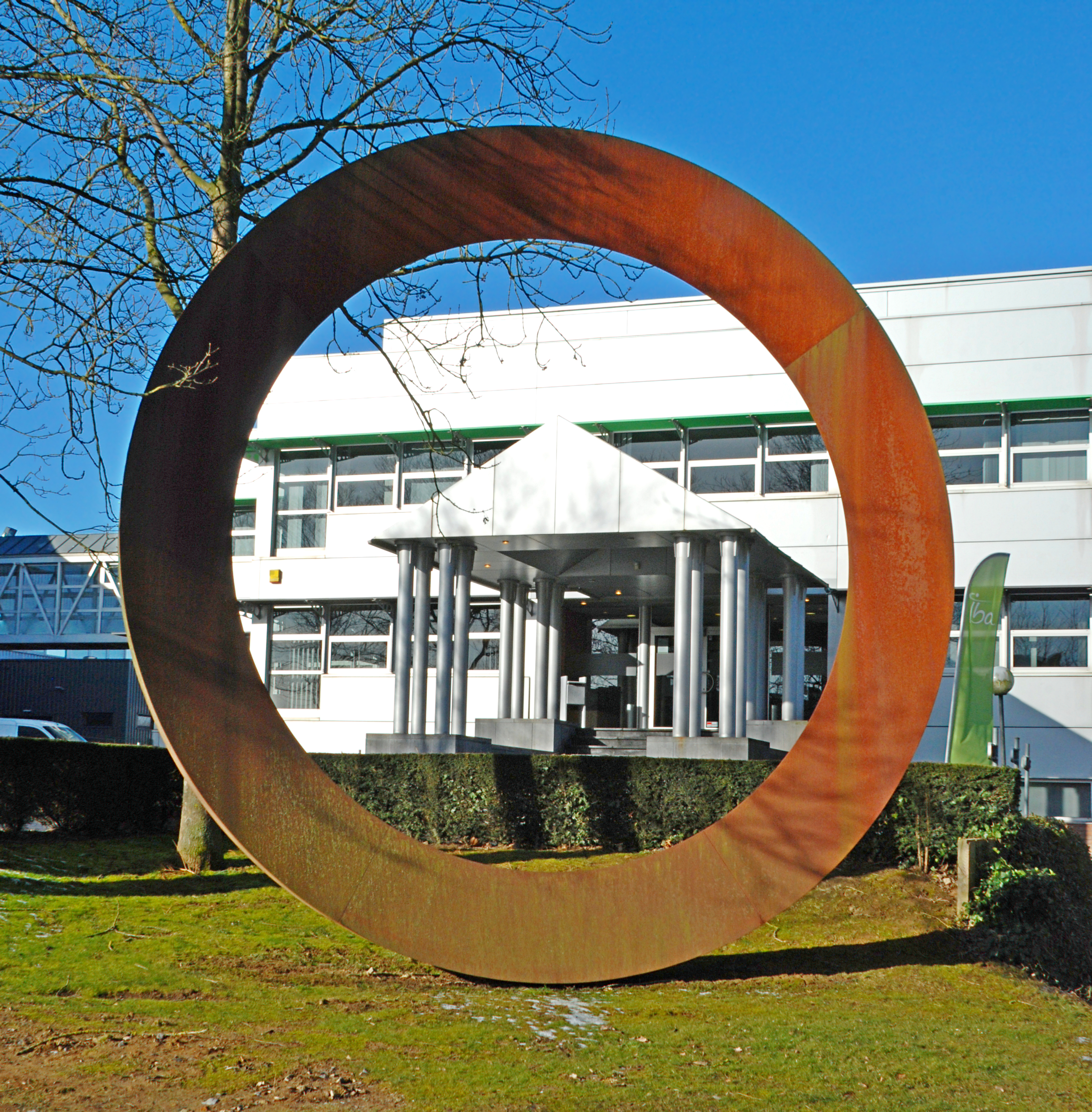
Anneau توسط Mauro Staccioli, بلژیک

اولین استفاده از فولاد کورتن برای کاربردهای معماری، مقر جهانی جان دیر در مولین بود. این ساختمان توسط Eero Saarinen طراحی شد و در سال ۱۹۶۴ تکمیل شد. ساختمان‌های اصلی دانشگاه Odense که در سال‌های ۱۹۷۱ تا ۱۹۷۶ ساخته شده‌اند با فولاد کورتن پوشانده شده‌اند و به آن‌ها لقب Rustenborg (دانمارکی به معنای قلعهٔ زنگ‌زده) را داده‌اند. در سال ۱۹۷۷، رابرت ایندیانا نسخه عبری مجسمه عشق را با فولاد کورتن و با استفاده از کلمه چهار حرفی آهاوا (אהבה، «عشق» در عبری) برای باغ هنر موزه اسرائیل در اورشلیم اسرائیل ساخت. در دانمارک تمام دکلها برای نگه‌داشتن طناب در راه‌آهن‌های برقی از فولاد هوازده ساخته شده است.
فولاد هوازده در سال ۱۹۷۱ برای ساخت ماشین‌های الکتریکی هایلاینر شرکت خودروسازی St. Louis استفاده شد؛ این ماشین‌ها برای راه‌آهن مرکزی ایلینوی استفاده شدند.
از فولاد هوازده برای ساخت نمای بیرونی Barclays Center استفاده شد، این نمای بیرونی از ۱۲۰۰۰ پنل فولادی از پیش زنگ‌زده ساخته شد. نیویورک تایمز دربارهٔ این ماده می‌گوید: «درحالی که می‌تواند برای ناظران به طرز مشکوکی معمولی و ناتمام به نظر برسد؛ اما طرفداران زیادی در دنیای هنر و معماری دارد.»

## مزایای فولاد کورتن
- مقاومت ساختاری بسیار بالا، مدول الاستیسیته ۳ برابر بیش‌تر از آلومینیوم و حفظ شکل در طول چند سال
- هدایت حرارتی ۴ برابر کم‌تر از آلومینیوم
- ضریب انبساط پایین
- ارزش زیبایی شناختی بالا، منحصر بفرد بودن
- قابل تغییر بودن ظاهر برای کاربردهای مختلف
- مقاومت در برابر خوردگی ۱۰ برابر بیش‌تر از فولادهای معمولی
- پایین بودن هزینه‌های نگهداری[۷]

## معایب فولاد کورتن
استفاده از فولاد کورتن در کاربردهای ساختمانی چالش‌هایی را به همراه دارد و این موضوع باعث می‌شود فرایند جوشکاری این نوع فولاد به مواد و تکنیک‌های خاصی نیاز داشته باشد. فولاد هوازده به خودی خود ضدزنگ نیست؛ اگر آب در مناطقی از فولاد کورتن جمع شود، آن مناطق با نرخ خوردگی بالاتری روبرو می‌شوند پس برای جلوگیری از بروز مشکل باید برای تخلیهٔ آب، فضایی درنظر بگیریم. همچنین این فولاد به آب و هوای گرم و مرطوب حساس است و در چنین محیط‌هایی ممکن است لایهٔ محافظی که از خوردگی جلوگیری می‌کرد تثبیت نشود و فولاد زنگ بزند. برای مثال Omni Coliseum که در سال ۱۹۷۲ در آتلانتا ساخته شد، هرگز از زنگ زدن دست نکشید و در نهایت سوراخ‌های بزرگی در ساختار آن ظاهر شد. همین اتفاق می‌تواند در محیط‌های مملو از نمک دریا هم رخ بدهد؛ استادیوم اَلوها در هاوایی که در سال ۱۹۷۵ ساخته شد یکی از نمونه‌های آن است.